# Robert Kron
Robert Kron (né le 27 février 1967 à Brno en Tchécoslovaquie) est un joueur professionnel tchèque de hockey sur glace. Il évolue au poste d'attaquant.

## Biographie

### Carrière en club
Formé au HC Brno, il découvre dans le championnat élite de Tchécoslovaquie en 1984. Il est sélectionné au cinquième tour en quatre-vingt-huitième position par les Canucks de Vancouver lors du repêchage d'entrée dans la LNH 1985. Le 4 octobre 1990, il joue son premier match dans la Ligue nationale de hockey avec les Canucks chez les Flames de Calgary. Il dispute plus de sept cent matchs dans la LNH avec les Canucks, les Whalers de Hartford, les Hurricanes de la Caroline et les Blue Jackets de Columbus. Il met un terme à sa carrière de joueur en 2003.

### Carrière internationale
Il représente la Tchécoslovaquie au niveau international. Il prend part aux sélections jeunes. Il remporte la médaille de bronze lors du championnat du monde 1989 et 1990.

## Statistiques

### En club
| Saison     | Équipe                    | Ligue             |     | Saison régulière | Saison régulière | Saison régulière | Saison régulière | Saison régulière |   | Séries éliminatoires | Séries éliminatoires | Séries éliminatoires | Séries éliminatoires | Séries éliminatoires |
| Saison     | Équipe                    | Ligue             | PJ  | B                | A                | Pts              | Pun              | PJ               | B | A                    | Pts                  | Pun                  |                      |                      |
| 1983-1984  | Ingstav Brno              | Tchécoslovaquie-2 | 3   | 0                | 1                | 1                | 0                |                  |   |                      |                      |                      |                      |                      |
| 1984-1985  | Zetor Brno                | Tchécoslovaquie   | 40  | 6                | 8                | 14               | 6                |                  |   |                      |                      |                      |                      |                      |
| 1985-1986  | Zetor Brno                | Tchécoslovaquie   | 44  | 5                | 6                | 11               |                  |                  |   |                      |                      |                      |                      |                      |
| 1986-1987  | Zetor Brno                | Tchécoslovaquie   | 34  | 18               | 11               | 29               | 10               |                  |   |                      |                      |                      |                      |                      |
| 1987-1988  | Zetor Brno                | Tchécoslovaquie   | 44  | 14               | 7                | 21               | 30               |                  |   |                      |                      |                      |                      |                      |
| 1988-1989  | Dukla Trencin             | Tchécoslovaquie   | 43  | 28               | 19               | 47               | 26               |                  |   |                      |                      |                      |                      |                      |
| 1989-1990  | Dukla Trencin             | Tchécoslovaquie   | 39  | 22               | 22               | 44               |                  |                  |   |                      |                      |                      |                      |                      |
| 1990-1991  | Canucks de Vancouver      | LNH               | 76  | 12               | 20               | 32               | 21               |                  |   |                      |                      |                      |                      |                      |
| 1991-1992  | Canucks de Vancouver      | LNH               | 36  | 2                | 2                | 4                | 2                | 11               | 1 | 2                    | 3                    | 2                    |                      |                      |
| 1992-1993  | Canucks de Vancouver      | LNH               | 32  | 10               | 11               | 21               | 14               |                  |   |                      |                      |                      |                      |                      |
| 1992-1993  | Whalers de Hartford       | LNH               | 13  | 4                | 2                | 6                | 4                |                  |   |                      |                      |                      |                      |                      |
| 1993-1994  | Whalers de Hartford       | LNH               | 77  | 24               | 26               | 50               | 8                |                  |   |                      |                      |                      |                      |                      |
| 1994-1995  | Whalers de Hartford       | LNH               | 37  | 10               | 8                | 18               | 10               |                  |   |                      |                      |                      |                      |                      |
| 1995-1996  | Whalers de Hartford       | LNH               | 77  | 22               | 28               | 50               | 6                |                  |   |                      |                      |                      |                      |                      |
| 1996-1997  | Whalers de Hartford       | LNH               | 68  | 10               | 12               | 22               | 10               |                  |   |                      |                      |                      |                      |                      |
| 1997-1998  | Hurricanes de la Caroline | LNH               | 81  | 16               | 20               | 36               | 12               |                  |   |                      |                      |                      |                      |                      |
| 1998-1999  | Hurricanes de la Caroline | LNH               | 75  | 9                | 16               | 25               | 10               | 5                | 2 | 0                    | 2                    | 0                    |                      |                      |
| 1999-2000  | Hurricanes de la Caroline | LNH               | 81  | 13               | 27               | 40               | 8                |                  |   |                      |                      |                      |                      |                      |
| 2000-2001  | Blue Jackets de Columbus  | LNH               | 59  | 8                | 11               | 19               | 10               |                  |   |                      |                      |                      |                      |                      |
| 2001-2002  | Blue Jackets de Columbus  | LNH               | 59  | 4                | 11               | 15               | 4                |                  |   |                      |                      |                      |                      |                      |
| 2001-2002  | Crunch de Syracuse        | LAH               | 6   | 2                | 4                | 6                | 5                |                  |   |                      |                      |                      |                      |                      |
| 2002-2003  | Lukko Rauma               | SM-liiga          | 23  | 4                | 8                | 12               | 6                |                  |   |                      |                      |                      |                      |                      |
| Totaux LNH | Totaux LNH                | Totaux LNH        | 771 | 144              | 194              | 338              | 119              | 16               | 3 | 2                    | 5                    | 2                    |                      |                      |